# Semion Vainștok
Semion Vainștok (în rusă Семён Вайншток; n. 5 octombrie 1947, Climăuți, raionul Dondușeni, Republica Moldova) este un om de afaceri rus și israelian (din 2010), fost șef al companiilor ruse de stat Transneft (1999-2007) și „Olimpstroi” (2007-2008).

## Biografie
S-a născut în satul Climăuți din raionul Dondușeni, RSS Moldovenească (actualmente în R. Moldova). În 1964 a devenit muncitor la uzina de mobilă din Balta, RSS Ucraineană. În 1965 a absolvit școala tehnică din Jitomir de prelucrare mecanică a lemnului, ulterior, a lucrat ca maistru la fabrica de mobilă din Drochia, RSS Moldovenească. Din 1966 până în 1969 a servit în armată, apoi a lucrat ca inginer la câteva întreprinderi silvice din orașul Cernăuți.
A absolvit cu o diplomă de inginer Institutul de Construcții din Kiev, ulterior, a petrecut stagierea la Universitatea Industriei Petrolului și Gazelor din Tiumen.
În 1982, și-a început cariera în industria petrolieră sovietică, mai întâi la compania petrolieră „Bașkir Bașneft”, mai târziu la „Kogalîmneftegaz” și în cele din urmă la „Glavtiumenneftegaz”, care a devenit parte a companiei petroliere Lukoil în timpul tranziției Rusiei la economia de piață. În perioda anilor 1995-1999, Vainștok a fost vicepreședinte al Lukoil și director general pentru regiunea Siberiei de Vest. În 1999, Roman Abramovici și ex-ministrul căilor ferate al Rusiei și prim-vicepremierul Nikolai Aksionenko, un politician foarte influent la acea vreme, care era chiar considerat succesorul lui Boris Elțin, l-au propus pe Vainștok ca un posibil nou președinte al Transneft. Președintele companiei de la acea perioadă, Dmitri Saveliev, a dat în judecată demiterea sa, dar a fost îndepărtat din funcție după puțin timp, ceea ce a provocat un scandal la nivel național.
De la numirea sa în funcția de șef al celei mai mari companii de conducte din lume (rețeaua de conducte are o lungime totală de aproximativ 50.000 de km), el a fost, de asemenea, unul dintre cei mai influenți oameni din Rusia. Politicianul Aleksei Navalnîi, în noiembrie 2010, l-a învinuit pe Vainștok de delapidarea mai multor miliarde în timpul conducerii companiei și a cerut ca acesta să fie atras la răspundere penală. Ulterior, vicepreședintele Camerei de Conturi a Rusiei, Valeri Goregliad a confirmat informația că au existat „încălcări grave”, în urma cărora suma totală a daunelor s-a ridicat la aproximativ 3,5 miliarde de ruble.
În septembrie 2007, contractul său de președinte al Transneft a expirat și nu a mai fost reînnoit. În schimb, președintele rus Vladimir Putin i-a oferit lui Vainștok conducerea unei companii de stat („Olimpstroi”) care s-a ocupat de construirea obiectivelor sportive pentru Jocurile Olimpice de iarnă din 2014 de la Soci.
După plecarea din „Olimpstroi” în 2008, Vainștok a plecat la reședința sa permanentă din Londra, iar în primăvara anului 2010 s-a mutat în Israel. În același an, a devenit cetățean israelian. În august 2010, Vainștok a condus consiliul de administrație al unei importante companii israeliene (Israel's Financial Levers).